# Ali Ahamada
Ali Ahamada (Martigues, 19 agosto 1991) è un calciatore francese naturalizzato comoriano, portiere dell'Azam e della nazionale comoriana.
Nel 2012 è stato inserito nella lista dei migliori giovani nati dopo il 1991 stilata da Don Balón.

## Carriera

### Club
Nella stagione Ligue 1 2012-2013 segna contro lo Stade Rennais un gol di testa.
È il secondo gol mai realizzato da un portiere nella storia del massimo campionato francese.

### Nazionale
Dopo aver giocato nella nazionale francese Under-21, nel 2016 ha esordito nella nazionale maggiore di Comore; è stato convocato per la Coppa delle nazioni africane 2021.

## Statistiche

### Cronologia presenze e reti in nazionale
| Cronologia completa delle presenze e delle reti in nazionale ― Comore | Cronologia completa delle presenze e delle reti in nazionale ― Comore | Cronologia completa delle presenze e delle reti in nazionale ― Comore | Cronologia completa delle presenze e delle reti in nazionale ― Comore | Cronologia completa delle presenze e delle reti in nazionale ― Comore | Cronologia completa delle presenze e delle reti in nazionale ― Comore | Cronologia completa delle presenze e delle reti in nazionale ― Comore | Cronologia completa delle presenze e delle reti in nazionale ― Comore |
| Data                                                                  | Città                                                                 | In casa                                                               | Risultato                                                             | Ospiti                                                                | Competizione                                                          | Reti                                                                  | Note                                                                  |
| --------------------------------------------------------------------- | --------------------------------------------------------------------- | --------------------------------------------------------------------- | --------------------------------------------------------------------- | --------------------------------------------------------------------- | --------------------------------------------------------------------- | --------------------------------------------------------------------- | --------------------------------------------------------------------- |
| 24-3-2016                                                             | Mitsamiouli                                                           | Comore                                                                | 1 – 0                                                                 | Botswana                                                              | Qual. Coppa d'Africa 2017                                             | -                                                                     | 87’                                                                   |
| 27-3-2016                                                             | Francistown                                                           | Botswana                                                              | 2 – 1                                                                 | Comore                                                                | Qual. Coppa d'Africa 2017                                             | -2                                                                    |                                                                       |
| 5-6-2016                                                              | Moroni                                                                | Comore                                                                | 0 – 1                                                                 | Burkina Faso                                                          | Qual. Coppa d'Africa 2017                                             | -1                                                                    |                                                                       |
| 4-9-2016                                                              | Kampala                                                               | Uganda                                                                | 1 – 0                                                                 | Comore                                                                | Qual. Coppa d'Africa 2017                                             | -1                                                                    |                                                                       |
| 11-11-2016                                                            | Tunisi                                                                | Togo                                                                  | 2 – 2                                                                 | Comore                                                                | Amichevole                                                            | -2                                                                    |                                                                       |
| 15-11-2016                                                            | Tunisi                                                                | Gabon                                                                 | 1 – 1                                                                 | Comore                                                                | Amichevole                                                            | -1                                                                    |                                                                       |
| 24-3-2017                                                             | Mitsamiouli                                                           | Comore                                                                | 2 – 0                                                                 | Mauritius                                                             | Qual. Coppa d'Africa 2019                                             | -                                                                     |                                                                       |
| 28-3-2017                                                             | Belle Vue Maurel                                                      | Mauritius                                                             | 1 – 1                                                                 | Comore                                                                | Qual. Coppa d'Africa 2019                                             | -1                                                                    |                                                                       |
| 10-6-2017                                                             | Lilongwe                                                              | Malawi                                                                | 1 – 0                                                                 | Comore                                                                | Qual. Coppa d'Africa 2019                                             | -1                                                                    |                                                                       |
| 6-10-2017                                                             | La Marsa                                                              | Mauritania                                                            | 0 – 1                                                                 | Comore                                                                | Amichevole                                                            | -                                                                     |                                                                       |
| 11-11-2017                                                            | Saint-Leu-la-Forêt                                                    | Comore                                                                | 1 – 1                                                                 | Madagascar                                                            | Amichevole                                                            | -1                                                                    |                                                                       |
| 24-3-2017                                                             | Marrakech                                                             | Kenya                                                                 | 2 – 2                                                                 | Comore                                                                | Amichevole                                                            | -2                                                                    |                                                                       |
| 8-9-2018                                                              | Mitsamiouli                                                           | Comore                                                                | 1 – 1                                                                 | Camerun                                                               | Qual. Coppa d'Africa 2019                                             | -1                                                                    |                                                                       |
| 13-10-2018                                                            | Casablanca                                                            | Marocco                                                               | 1 – 0                                                                 | Comore                                                                | Qual. Coppa d'Africa 2019                                             | -1                                                                    |                                                                       |
| 16-10-2018                                                            | Mitsamiouli                                                           | Comore                                                                | 2 – 2                                                                 | Marocco                                                               | Qual. Coppa d'Africa 2019                                             | -2                                                                    |                                                                       |
| 23-3-2019                                                             | Yaoundé                                                               | Camerun                                                               | 3 – 0                                                                 | Comore                                                                | Qual. Coppa d'Africa 2019                                             | -3                                                                    |                                                                       |
| 7-6-2019                                                              | Boulogne-sur-Mer                                                      | Costa d'Avorio                                                        | 3 – 1                                                                 | Comore                                                                | Amichevole                                                            | -1                                                                    | 45’                                                                   |
| 6-9-2019                                                              | Moroni                                                                | Comore                                                                | 1 – 1                                                                 | Togo                                                                  | Qual. Mondiali 2022                                                   | -1                                                                    |                                                                       |
| 10-9-2019                                                             | Lomé                                                                  | Togo                                                                  | 2 – 0                                                                 | Comore                                                                | Qual. Mondiali 2022                                                   | -2                                                                    |                                                                       |
| 12-10-2019                                                            | Versailles                                                            | Comore                                                                | 1 – 0                                                                 | Guinea                                                                | Amichevole                                                            | -                                                                     |                                                                       |
| 14-11-2019                                                            | Lomé                                                                  | Togo                                                                  | 0 – 1                                                                 | Comore                                                                | Qual. Coppa d'Africa 2021                                             | -                                                                     |                                                                       |
| 18-11-2019                                                            | Moroni                                                                | Comore                                                                | 0 – 0                                                                 | Egitto                                                                | Qual. Coppa d'Africa 2021                                             | -                                                                     |                                                                       |
| 11-10-2020                                                            | Tunisi                                                                | Comore                                                                | 2 – 1                                                                 | Libia                                                                 | Amichevole                                                            | -1                                                                    |                                                                       |
| 11-11-2020                                                            | Nairobi                                                               | Kenya                                                                 | 1 – 1                                                                 | Comore                                                                | Qual. Coppa d'Africa 2021                                             | -1                                                                    |                                                                       |
| 25-3-2021                                                             | Iconi                                                                 | Comore                                                                | 0 – 0                                                                 | Togo                                                                  | Qual. Coppa d'Africa 2021                                             | -                                                                     |                                                                       |
| 25-3-2021                                                             | Il Cairo                                                              | Egitto                                                                | 4 – 0                                                                 | Comore                                                                | Qual. Coppa d'Africa 2021                                             | -4                                                                    |                                                                       |
| 13-11-2021                                                            | Sapanca                                                               | Comore                                                                | 2 – 0                                                                 | Sierra Leone                                                          | Amichevole                                                            | -                                                                     | 45’                                                                   |
| 31-12-2021                                                            | Jeddah                                                                | Malawi                                                                | 2 – 1                                                                 | Comore                                                                | Amichevole                                                            | -2                                                                    | 45’                                                                   |
| 10-1-2022                                                             | Yaoundé                                                               | Comore                                                                | 0 – 1                                                                 | Gabon                                                                 | Coppa d'Africa 2021 - 1º turno                                        | -1                                                                    | 67’                                                                   |
| 18-1-2022                                                             | Garoua                                                                | Ghana                                                                 | 2 – 3                                                                 | Comore                                                                | Coppa d'Africa 2021 - 1º turno                                        | -2                                                                    | 26’                                                                   |
| 28-3-2023                                                             | Moroni                                                                | Comore                                                                | 0 – 2                                                                 | Costa d'Avorio                                                        | Qual. Coppa d'Africa 2023                                             | -2                                                                    |                                                                       |
| Totale                                                                |                                                                       | Presenze                                                              | 31                                                                    |                                                                       | Reti                                                                  | -36                                                                   |                                                                       |